# Spalacija
Spalacija (engl. spallation: rasprskavanje) je nuklearna reakcija pri kojoj atomska jezgra izbacuje nekoliko lakih čestica (fragmenata), obično neutrona. Najčešće se zbiva nakon nuklearne fisije, jer jezgre koje nastaju kao proizvodi (produkti) fisije imaju prevelik broj neutrona, što ih čini nestabilnima. Spalacija se tumači teorijom složene jezgre.
Današnja nuklearna astrofizika s velikom pouzdanošću prihvaća da su za nastanak većine nuklida na Zemlji odgovorne kozmičke zrake. Način njihovog nastanka su reakcije spalacije ili rasprskavanja. Čestice kozmičkog zračenja (najčešće proton ili alfa-čestica) vrlo velike energije pogađaju manje - više nepokretne (stacionarne) jezgre (u međuzvjezdanom materijalu, ali i u atmosferi zvijezda i planeta), koja se udarca doslovce rasprsne. Pri tom se izbaci više (pa i desetak) nukleona, a od početne jezgre-mete preostaje najčešće samo jedan veći komad. Kod reakcija rasprskavanja jezgre ugljika-12, dušika-14 i kisika-16 (a to su najzastupljenije jezgre s atomskim brojem većim od 4 u svemiru) skoro je uvijek komad koji preostaje nakon reakcija neki od izotopa litija, berilija i bora!

## Nuklearne reakcije
Nuklearna reakcija je proces kod kojeg dolazi do vanjskog utjecaja na atomsku jezgru, koji izaziva njezinu pretvorbu. To može biti međudjelovanje dva nuklida, nuklida i nukleona ili nuklida i gama-zraka. U nuklearnim reakcijama može nastati nekoliko novih materijalnih čestica ili gama-zraka. Uz iste početne uvjete, nuklearna reakcija se može odvijati na više dopuštenih načina. Proces se odvija prema zakonima kvantne fizike, a u nekim slučajevima vrijede i zakoni klasične fizike, uz uvjete određene zakonima očuvanja energije, električnog naboja, količine gibanja (zaleta) i kutne količine gibanja (zamaha), kao i nekih drugih dodatnih kvantnih brojeva.
Da bi se dogodila nuklearna reakcija, nukleoni upadne čestice, moraju međudjelovati s neutronima u jezgri mete. Energija upadne čestice mora biti dovoljno velika kako bi se svladalo elektromagnetsko odbijanje protona. Takva se “barijera” naziva Coulombovom barijerom. Ako je energija premala, tada će se nukleoni samo međusobno otkloniti od upadnih putanja. U prvim se eksperimentima Ernesta Rutherforda upravo događalo samo skretanje alfa-čestica.
Brojne su nuklearne reakcije i one se mogu podijeliti na:
- nuklearna fisija,
- nuklearna fuzija,
- spalacija ili cijepanje.[7]

## Spalacija kozmičkih zraka
Općenito, rasprskavanje ili spalacija je pojava u kojoj se neka čestica pri sudaru rasprsne u više malih čestica i eventualno jednu veću. U nuklearnoj fizici pod tim se pojmom obično podrazumijeva pojava u kojoj srednje teška jezgra (na primjer kisik 16O) emitira velih broj nukleona nakon udara visokoenergetskog protona ili nekog drugog jednostavnog projektila. Do spalacije dolazi svugdje gdje su jezgre atoma izložene utjecaju kozmičkih zraka. Štoviše, sastav kozmičkih zraka pokazuje da su i one dobrim dijelom rezultat spalacije: udio lakih elemenata litija, bora i berilija u kozmičkim zrakama puno je veći od prosječnog, a vjeruje se da su ti elementi nastali spalacijom kisika, dušika, ugljika i možda silicija.

### Međudjelovanje sa Zemljinom atmosferom
Nakon što uđu u Zemljinu atmosferu, kozmičke čestice se sudaraju s molekulama, uglavnom dušikom i kisikom, stvarajući slapove manjih čestica, koje zovemo još pljusak elementarnih čestica. Broj sekundarnih čestica koje nastaju nakon sudara jedne primarne čestice, može biti i na milijarde. Uglavnom nastaju pioni (pi-mezoni) i K-mezoni, nestabilni mezoni koji brzo prelaze u mione.
Kozmičke zrake drže količinu ugljika-14 u atmosferi uglavnom stalnim (70 tona) u zadnjih 100 000 godina, sve do 1950-ih, kada se započelo s testiranjem nuklearnog oružja. Ta se činjenica koristi u arheologiji, za datiranje ugljikom-14 ili utvrđivanje starosti nekog nalaza.
Kozmičke zrake stalno stvaraju i nestabilne izotope u Zemljinoj atmosferi, kao što je ugljik-14:
{\displaystyle p+\mathrm {N} ^{14}\rightarrow n+\mathrm {C} ^{14}}
Produkti reakcije sekundarnih kozmičkih zraka i vijek trajanja:
- tricij (12.3 godine)
- berilij-7 (53.3 dana)
- berilij-10 (1 600 000 godina)
- ugljik-14 (5 730 godina)
- natrij-22 (2.6 godina)
- natrij -24 (15 sati)
- magnezij-28 (20.9 sati)
- silicij-31 (2.6 sati)
- silicij -32 (101 godina)
- fosfor-32 (14.3 dana)
- sumpor-35 (87.5 dana)
- sumpor-38 (2.8 sati)
- klor-34 (32 minute)
- klor-36 (300 000 godina)
- klor-38 (37.2 min)
- klor-39 (56 min)
- argon-39 (269 godina)
- kripton-85 (10.7 godina)

## Nuklearna spalacija
Nuklearna spalacija se koristi i za proizvodnju snopova neutrona pomoću akceleratora nabijenih čestica. Korištenjem debelih meta žive, tantala, volframa i slično, po svakom upadnom protonu nastaje 20 do 30 neutrona. Ovo je bitno skuplji način stvaranja neutrona od nuklearne fisije, ali moguće je koristi pulsirani snop protona (pa tako dobiti neutrone dobro određene u vremenu), što je velika prednost!